# 安库尔 (瓦兹河谷省)
安库尔（法語：Aincourt，法語發音：[ɛ̃kuʁ] ⓘ）是法国法兰西岛大区瓦兹河谷省的一个市镇，位于该省南部，属于蓬图瓦兹区。

## 地理
安库尔（49°4'21"N, 1°46'22"E）面积10.03 平方千米，位于法国法蘭西島大區瓦兹河谷省，该省份为法国北部内陆省份，北起瓦兹省，西接厄尔省，南至塞纳-圣但尼省、上塞纳省和伊夫林省，东临塞纳-马恩省。
与安库尔接壤的市镇（或旧市镇、城区）包括：韦克桑地区莫代图尔、德罗库尔、韦克桑地区兰维尔、萨伊、阿尔蒂、圣西尔昂纳尔蒂、维莱昂纳尔蒂。

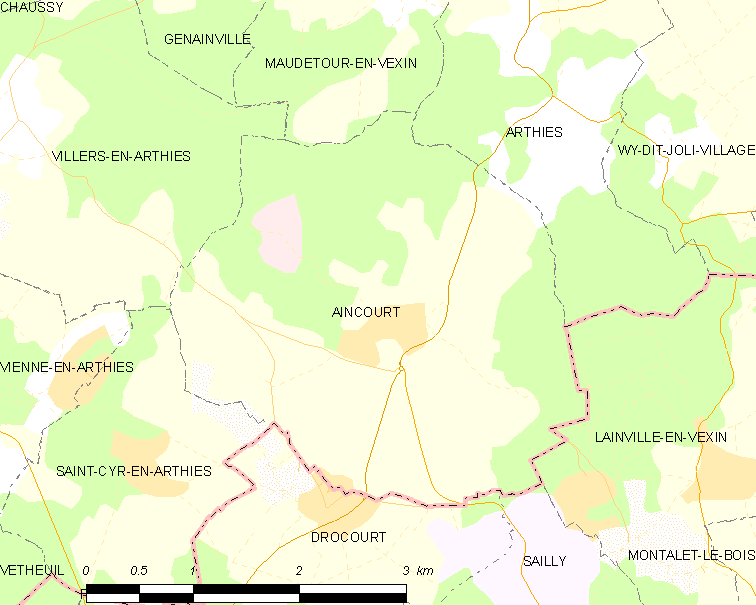
的OSM定位图

安库尔的时区为UTC+01:00、UTC+02:00（夏令时）。

## 行政
安库尔的邮政编码为95510，INSEE市镇编码为95008。

## 政治
安库尔所属的省级选区为沃雷阿勒县。

## 人口

1962-2008年间人口变化图示

安库尔于2022年1月1日时的人口数量为870人。